# Lądowisko Przemyśl
Lądowisko Przemyśl – lądowisko sanitarne w Przemyślu, w województwie podkarpackim, położone przy ul. Monte Cassino 18. Przeznaczone jest do wykonywania startów i lądowań śmigłowców sanitarnych i ratowniczych o dopuszczalnej masie startowej do 5700 kg.
Zarządzającym lądowiskiem jest Wojewódzki Szpital im. Św. Ojca Pio w Przemyślu. W roku 1988 zostało wpisane do ewidencji lądowisk Urzędu Lotnictwa Cywilnego pod numerem 13.